# Austrogramme
Austrogramme es un género con 5 especies de helechos perteneciente a la familia Pteridaceae.

## Taxonomía
Austrogramme fue descrito por Mett. ex Kuhn y publicado en Annales des Sciences Naturelles; Botanique, sér. 5, 18: 278. 1873. La especie tipo es: Austrogramme marginata (Mett.) E. Fourn.

## Especies
- Austrogramme asplenioides Hennipman
- Austrogramme decipiens Hennipman
- Austrogramme deplanchei E.Fourn.
- Austrogramme francii Hennipman
- Austrogramme luzonica M.Kato